# Přední Arnoštov
Přední Arnoštov (německy Vorder Ehrnsdorf) je malá vesnice, část obce Městečko Trnávka v okrese Svitavy. Nachází se asi 4,5 km na jihozápad od Městečka Trnávky. V roce 2009 zde bylo evidováno 30 adres. V roce 2001 zde trvale žilo 60 obyvatel.
Přední Arnoštov je také název katastrálního území o rozloze 4,58 km2.

## Historie
První písemná zmínka o obci pochází z roku 1257.

## Pamětihodnosti
- Pomník ruských partyzánů při okraji lesa
- zvonice u školy

## Galerie

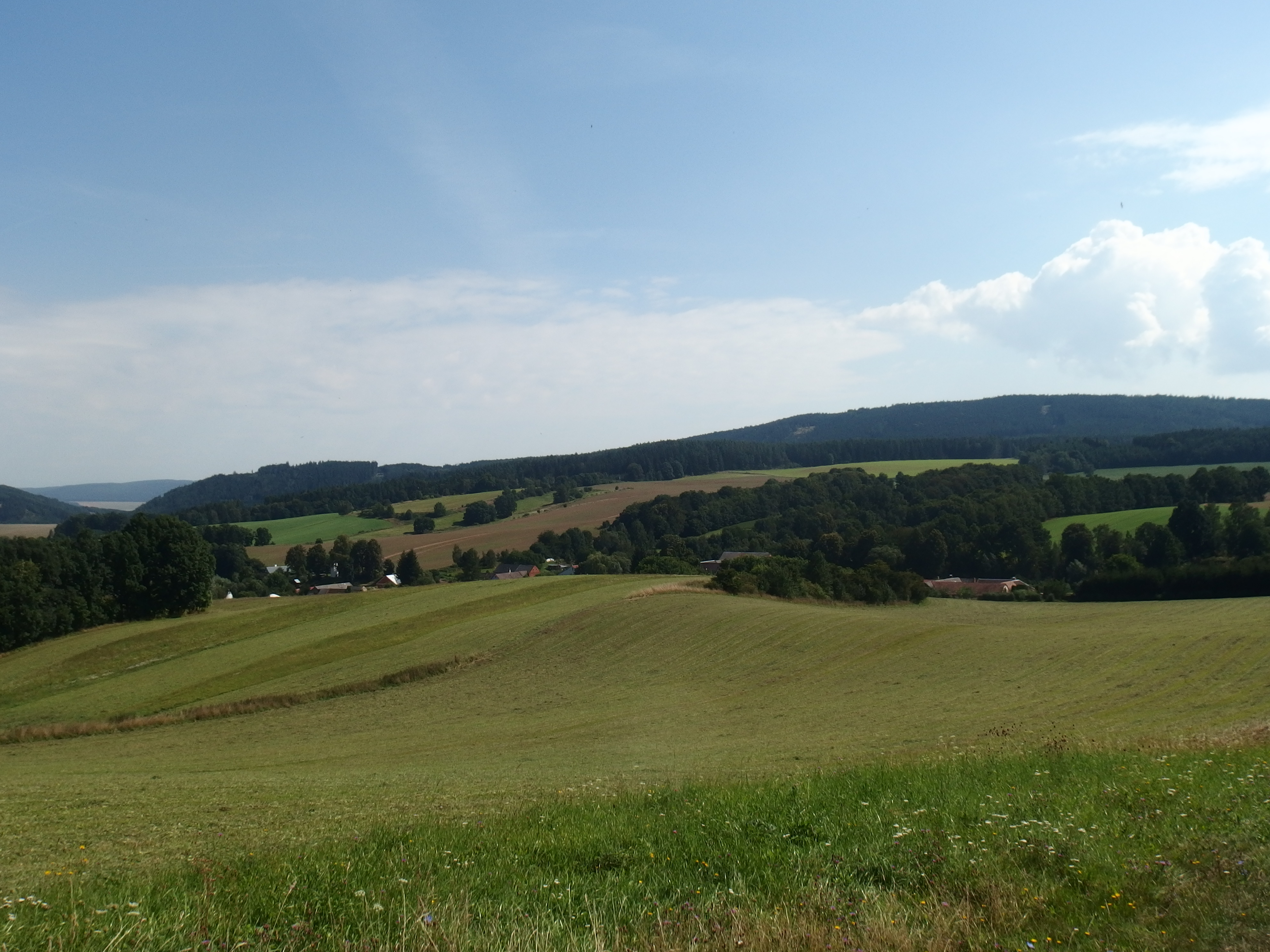
Pohled od pomníku partyzánů
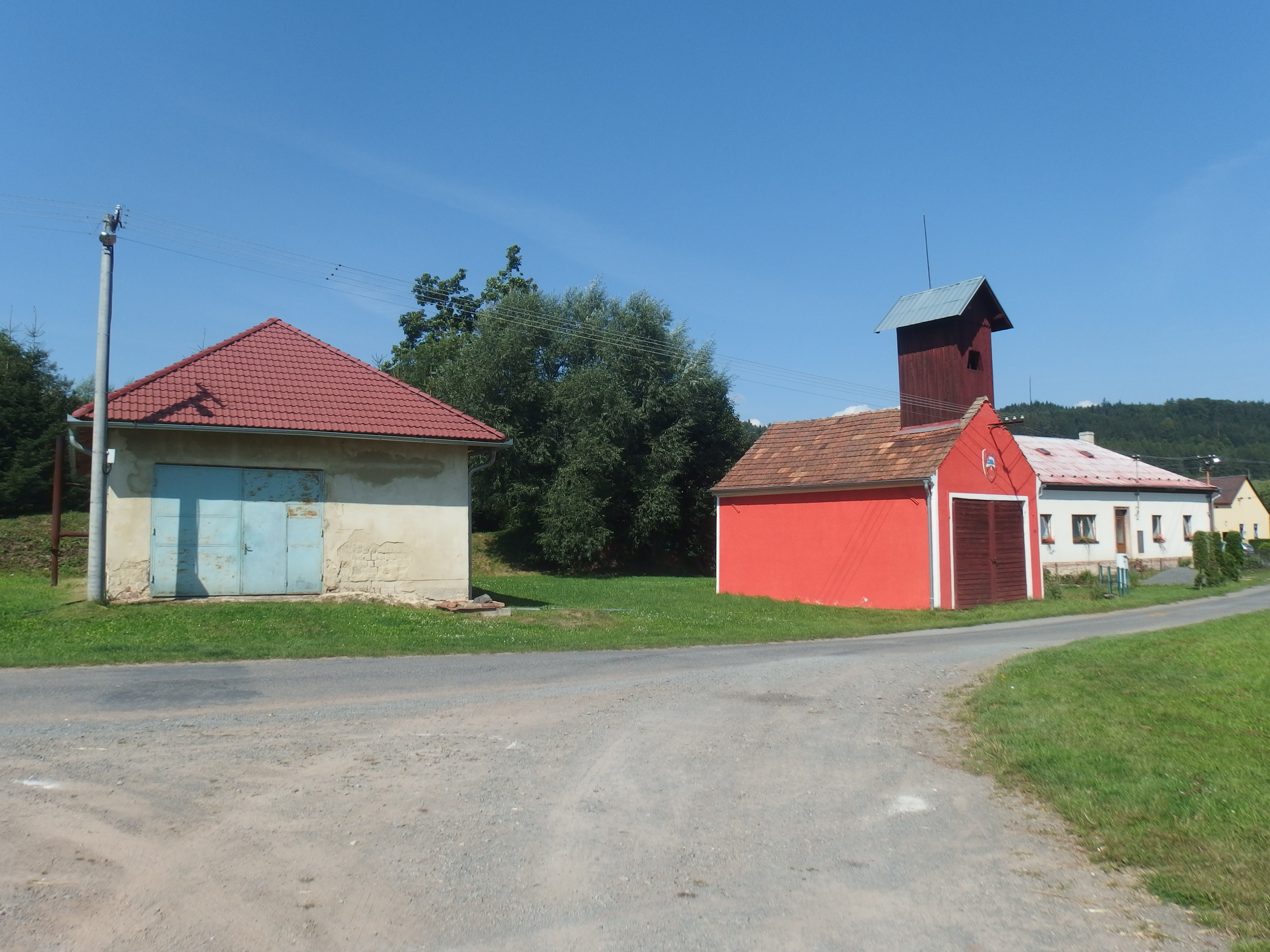
Hasičská zbrojnice
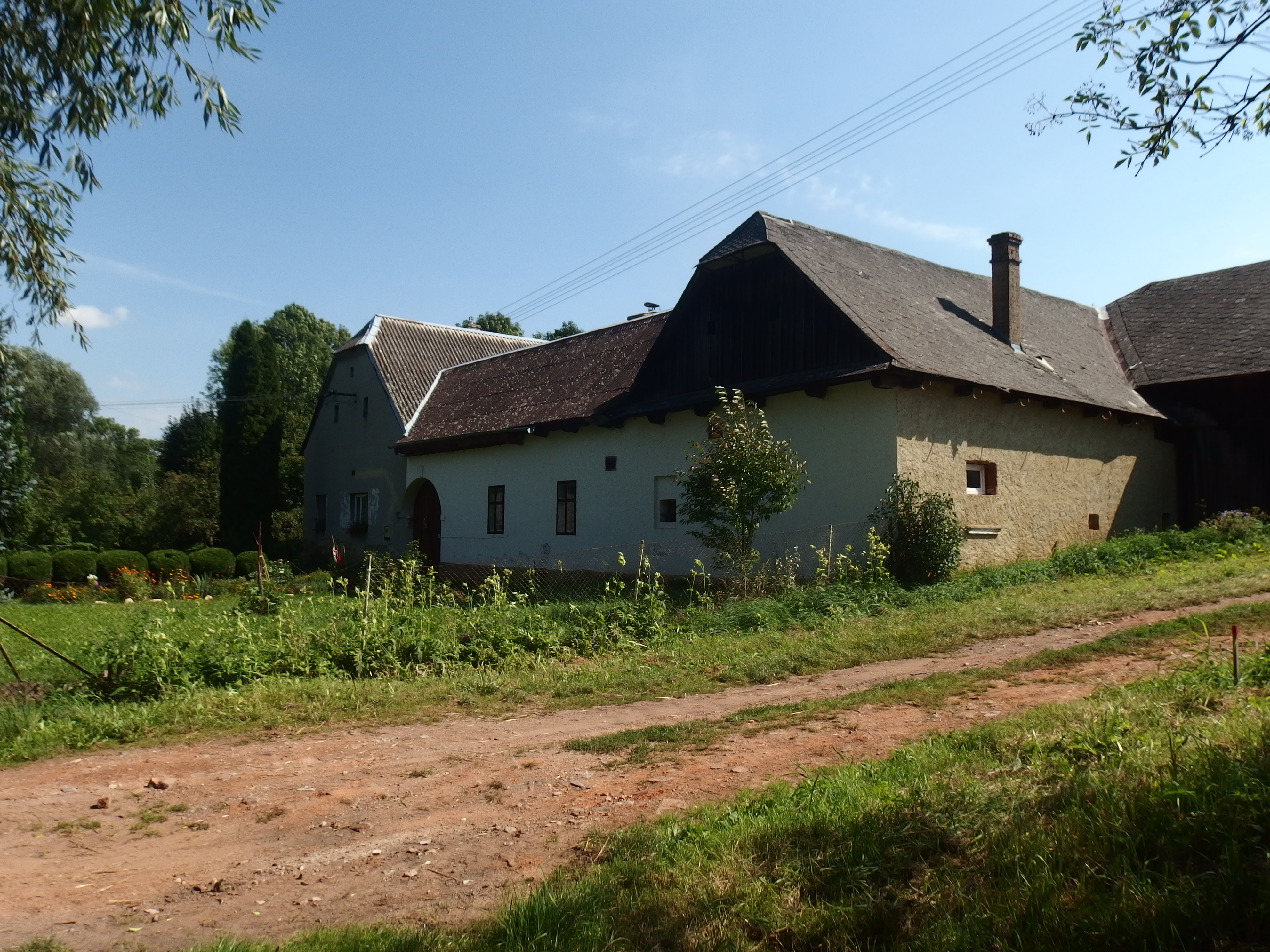
Typický statek
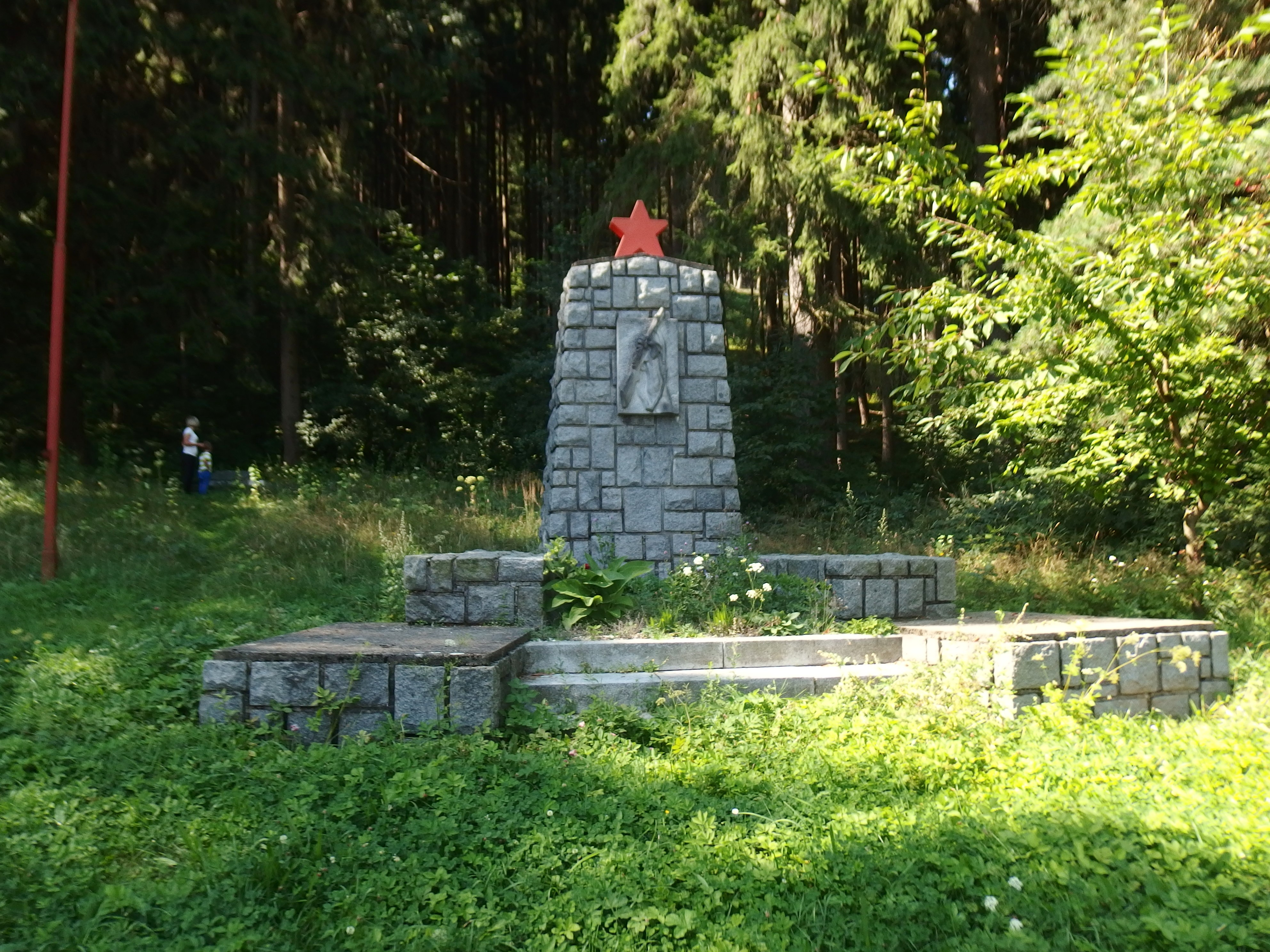
Pomník ruských partyzánů